# Иран на Играх доброй воли
Иран принимал участие в летних Играх доброй воли, начиная с Игр 1994 года.
На всех Играх спортивные делегации Ирана завоевали всего 8 медалей, из них 4 золотых.

## Медальный зачёт

### Медали на летних Играх
| Игры                 | Золото         | Серебро        | Бронза         | Всего          | Место          |
| 1986, 1990           | не участвовали | не участвовали | не участвовали | не участвовали | не участвовали |
| Санкт-Петербург 1994 | 0              | 1              | 0              | 1              | 39             |
| Нью-Йорк 1998        | 2              | 1              | 1              | 4              | 11             |
| Брисбен 2001         | 2              | 1              | 0              | 3              | 17             |
| Всего                | 4              | 3              | 1              | 8              |                |